# Dětřichov (Jesionik)
Dětřichov (niem. Dittershof) – wieś, część miasta i gminy Jesionik, położona w kraju ołomunieckim, w powiecie Jesionik, w Czechach.

## Podział administracyjny
Wieś składa się z czterech osad:
- Seč;
- Pasíčka;
- Mýtinka;
- Dlouhá Hora.

## Turystyka
W miejscowości Dětřichov są pensjonaty: „Brabenec”, „K+K”, „Krásná vyhlídka” i „Svornost”.
Z miejscowości prowadzą trzy szlaki turystyczne na trasach:
  Dětřichov – Narodowy rezerwat przyrody NPR Rejvíz – Rejvíz – Starý Rejvíz – Horní Údolí – Sv. Marta – góra Příčný vrch – Sv. Anna – góra Zámecký vrch – Zlaté Hory;
  Dětřichov – Mýtinka – dolina potoku Čížek – Rejvíz – przełęcz Ondřejovické sedlo – Zlaté Hory;
  Dětřichov – Bukovice – Jesionik.
Przez Dětřichov prowadzą również dwa szlaki rowerowe na trasach:
 (nr 55) Jesionik – Dětřichov – góra Březový vrch – Rejvíz – Černá Opava, most – Drakov – Heřmanovice – Město Albrechtice;
 (nr 6248) Dětřichov – góra Dlouhá hora – góra Kazatelny – góra Zadní Jestřábí – góra Přední Jestřábí – Rejvíz.
Na stoku góry Dlouhá hora znajduje się trasa narciarstwa zjazdowego:
 długość około 300 m z wyciągiem narciarskim, określona jako łatwa,
oraz trasy narciarstwa biegowego:
 Mýtinka – dolina potoku Čížek – góra Bleskovec – Rejvíz ;
 w kierunku góry Dlouhá hora wzdłuż szlaków rowerowych.